# André Verhalle
André Paul Joseph Verhalle (ur. 24 lutego 1924 w Gits, zm. 28 lutego 2008)– belgijski szermierz.
Reprezentant kraju podczas Igrzysk Olimpijskich 1952 w Helsinkach, Igrzysk Olimpijskich 1956 w Melbourne i Igrzysk Olimpijskich 1960 w Rzymie. Na Igrzyskach uczestniczył w turniejach indywidualnym i drużynowym florecistów. W Helsinkach w turnieju indywidualnym dotarł do półfinału, natomiast w drużynowym Belgia zajęła 5. miejsce. W Melbourne dotarł odpowiednio do półfinału i ćwierćfinału. Natomiast w Rzymie do ćwierćfinału indywidualnie, a w drużynie Belgowie zajęli 9. miejsce. Po zakończeniu kariery był trenerem kadry narodowej. 